# All Night Long (Faith Evans)
All Night Long is een nummer van de Amerikaanse R&B-zangeres Faith Evans uit 1999, in samenwerking met de Amerikaanse rapper Puff Daddy. Het is de tweede single van Keep the Faith, het tweede studioalbum van Evans.
"All Night Long" kent een vrolijke tekst die luisteraars aanmoedigt hun problemen te vergeten en gewoon te dansen. De boodschap van het nummer is dat het soms belangrijk is om dingen los te laten, plezier te hebben en van het moment te genieten. Het nummer werd een hit in de Verenigde Staten, waar het de 9e positie bereikte in de Billboard Hot 100. In Nederland was de plaat minder succesvol met een 18e positie in de Tipparade.

## Tracklijst
- Cd-single

1. "All Night Long" - 3:54
2. "Life Will Pass You By" - 4:49
3. "All Night Long" (instrumentaal) - 3:54